# 约克半岛
约克半岛（英語：Yorke Peninsula）位于澳大利亚南部，西濒斯潘塞湾，东临圣文森特湾，南隔调查者号海峡与坎加鲁岛相望。从皮里港至斯潘塞角，全长260公里，宽32～56公里，地势平坦。半岛上主要种植小麦和大麦，位于半岛西北岸的沃拉鲁是主要的谷物出口港。其他资源还有盐，石灰石和石膏。沿海正在发展成度假区。
第一位看到约克半岛的西方人为英国探险家马修·福林达斯（1802年），之后以当时的英国海军大臣查尔斯·菲利普·约克的名字命名该地。